# Кефир
Кефир (kephir, kewra, talai, mudu kekiya, milkkefir, búlgaros) е ферментирала млечна напитка, произхождаща от населяващите Централна Азия тюркски, монголски и тибетски народи. Особено популярна е в Русия и бившите съветски републики. Получава се след коагулация на краве, козе или овче мляко с помощта на кефирни зърна. Възможно е и използване на конско мляко – нарича се кумис. Кефирните зърна са комбинация от бактерии и дрожди в матрица от протеини, липиди и захари. Тази симбиозна матрица формира зърна, приличащи на карфиол. Напоследък кефирът се възражда и става много популярен благодарение на нови изследвания и открития, свързани с ползата от тази напитка и пробиотиците, които тя съдържа.
Много различни бактерии и дрожди са открити в кефирните зърна, представляващи комплексни и променливи колонии от микроорганизми. Традиционно кефирът се ферментира на стайна температура, обикновено за 24 часа. След ферментирането на лактозата се получава леко кисела, газирана и слабо алкохолна напитка. Количеството алкохол е пренебрежимо малко – от 0,08% до 2%. Съдържанието на алкохол в кефир, ферментирал 24 часа е от 0,08% до 0,1%. Кефирът има консистенция на разредено кисело мляко (айрян). На фабрично произведения „кефир“ му липсва именно газираността и алкохолното съдържание и по-скоро се доближава до кисело мляко.
Кефирните зърна могат да съществуват и в друга среда, различна от млечната. В такъв случай видът и микробиологичният състав са съществено различни.
Воден кефир (или kefir d'acqua) се отглежда във вода, захар, лимонов сок (или половинка от един лимон) и изсушен плод – напр. смокиня, стафиди. Обикновено престоява на стайна температура за един или повече дни. Ако зърната са били преди това в млечна среда, след измиването им с преварена и изстудена вода са нужни 2 и понякога 3 дни за добра ферментация.

## Приготвяне на кефир
За производството на традиционния кефир са нужни кефирни зърна, представляващи желатинообразна колония от бактерии и дрожди. Кефирните зърна съдържат водно разтворими полизахариди, известни като кефиран, който има въжеобразна текстура. Такова е и усещането в устата.
Кефирните зърна не могат да бъдат произведени – трябва да ги получите от друг любител на кефира. По време на ферментацията те се уголемяват и саморазмножават. Кефирните зърна са бели или кремави на цвят, с големината на орех. Могат да бъдат и много по-малки – колкото оризови зърна. В процеса на ферментация се уголемяват.

### Грижи за кефирните зърна
Кефирните зърна не трябва да се докосват с метал – метална цедка или лъжица. Добре е да се използва пластмасова цедка, пластмасова или дървена лъжица. Когато кефирните зърна не се използват, те могат да се съхраняват изсушени или в млечен разтвор. В млечен разтвор могат да се съхранят за около 5 – 7 дни в хладилник при температура 4 °C, след което млякото се подменя.
Съхраняването в хладилник може да продължи до около месец. Необходимо е обаче млякото да се подменя на всеки 7 – 10 дни.
За да се изсушат, кефирните зърна се изплакват в предварително преварена и изстудена вода, след което внимателно се подсушават и се завиват в чиста марля, тензух или хартиена салфетка за няколко дни на стайна температура. След като изсъхнат и придобият характерен жълтеникав цвят (след около 2 – 3 дни) се поставят в найлоново пликче и се посипват обилно със сухо мляко. Поставят се в хладилник или в хладен тъмен шкаф – по този начин могат да бъдат съхранени за около 12 – 18 месеца.
Реактивират се като се измият от сухото мляко и се поставят в мляко на стайна температура. Необходими са няколко цикъла от по 24 часа с подмяна на млякото до пълното им реактивиране и придобиване на кефир с характерен вкус, консистенция и мирис. Мирисът на мая изчезва и правилният бактериален баланс на културата се възстановява. По време на първата седмица на реактивиране не се препоръчва да се пие прецедената смес.
Кефирните зърна могат да бъдат замърсени с нежелани бактерии, които намаляват срока на годност на кефира. За предпазване от нежелани бактерии съдовете за кефир трябва да бъдат добре измивани и санитанизирани. Подходящи съдове за кефир са буркани с винтови или други подходящи капачки.

### Производство на кефир
За да се произведе кефир, е необходимо поставяне на кефирните зърна в мляко. Ферментирането продължава от 12 до 24 часа (в зависимост от температурата и желанието), далеч от пряка слънчева светлина при температура 18 – 28 °C (оптимална 22 °C) до получаване на напитка с гладка консистенция и гъстота на айрян.
Добре е при възможност кефирът да се активизира, като по време на ферментацията от време на време бурканът се разклаща. Това разбира се не е задължително, а само пожелателно. В Кавказ коженият мях с кефир е бил поставян на входа на къщата, така че всеки който минава да го разклати. Вярвали, че по този начин се получава по-добър и гладък кефир.
Съотношението кефирни зърна към мляко е обикновено 1:10. При по-ниски температури (под 18 °C) е възможно съотношение 1:5.
Една супена лъжица кефирни зърна са достатъчни за 1 л мляко.
Една кафена чашка зърна към 2 л мляко произвежда също добре газиран кефир.
Друго съотношение е 2 – 3 с.л. кефирни зърна към 1 литър мляко.
Вариациите в съотношението са различни в зависимост от индивидуалните вкусове и предпочитания. За не много газиран кефир съотношението зърна: мляко може да бъде 1:15 или дори 1:20.
Правилото е, че повече кефирни зърна произвеждат по-газиран кефир.
Чрез експериментиране всеки може да достигне желания и предпочитан от него вкус.
В процеса на ферментиране кефирните зърна нарастват. За да се запази желаният вкус, е необходимо да се спазва съответното съотношение зърна: мляко.
Когато кефирните зърна нараснат прекалено много, без съответно да се увеличи количеството мляко (или да се намалят зърната), има вероятност да се получи неприятна на вкус водно-рядка и кисела течност, а не кефир.
Ако кефирната гъба нарасне прекалено много, без сама да се раздели, е препоръчително разделянето (разкъсването) да стане внимателно на ръка. Обикновено това не се налага, тъй като кефирните зърна или т.н. кефирни „бебета“ се самоотделят от „майката“.
След прецеждане и отстраняване на кефирните зърна, така полученият кефир се оставя във или извън хладилник за узряване – от 1 до 3 дни, а зърната се поставят в нова порция мляко. Срещат се различни становища, но преобладава мнението, че изплакването на зърната между смяната на млякото не е необходимо. Счита се, че миенето нарушава ритъма на микрофлората на повърхността на кефирните зърна. По всяка вероятност хората от Кавказ, откъдето произлиза кефирът, не са миели зърната след всяка смяна на млякото. При измиване на зърната е необходимо да се използва нехлорирана, преварена и изстудена вода или мляко.

### Зреене на кефира
Преобладава мнението, че зреенето подобрява вкуса и увеличава количеството на някои определени витамини от B групата, както и количеството на въглеродния диоксид и алкохола.
Препоръчва се след прецеждане и отстраняване на кефирните зърна така полученият кефир да се остави да узрее в хладилник или на стайна температура най-малко още 24 часа.
По време на зреенето се отделя въглероден двуокис, който газира допълнително напитката.
Ако нямате възможност да регулирате температурата през особено горещите летни дни, когато температурата надвиши 30 градуса, е възможно ферментирането да стане в хладилник за повече от 24 часа. Възможно е също съдът да се оставя в хладилника през деня и отвън на кухненския плот през нощта.
За да се получи газиран кефир, ферментацията, както и последващото зреене на вече прецедената смес в хладилника, се извършват при плътно затворен буркан. В този случай бурканът с кефир не бива да се пълни повече от ¾, поради увеличаването на налягането. Газировката се засилва и ако се увеличи количеството на кефирните зърна спрямо млякото.
Допълнителното зреене на кефира след прецеждане и отделяне на кефирните зърна е особено полезно за хора, които искат да намалят лактозата поради лактозна непоносимост.
След втория ден на зреене количеството на фолиевата киселина се увеличава най-малко със 116 %.
В Кавказ кефирът е бил подлаган на допълнителна вторична ферментация за доузряване, като понякога към него са добавяли малко количество прясно мляко и корен от Снежна Роза (Rhododendron caucasicum). Съхранявали са кефира в бъчви или глинени съдове, като са го затваряли плътно до получаване на силно газирана напитка, която е и с по-високо съдържание на алкохол.

### Промишлено произведен кефир
Съществуващите фабрични кефирни стартерни култури не произвеждат традиционния известен от векове кефир. Такива стартерни култури съдържат избрани бактерии и дрожди, изолирани от кефирни зърна.
Вкусът на традиционния, истински кефир варира от партида до партида, за разлика от вкуса на фабричния кефир, който е винаги постоянен.
Други пробиотици: kumis, айрян, lassi, tibicos, kombucha.

## Медицинско приложение
Хранителните качества на кефира могат да се променят в зависимост от намаляването или увеличаването на времето за ферментация. Например кефир, който е зрял повече (с по-кисел вкус), съдържа значително по-голямо количество фолиева киселина. Като цяло, кефирът спомага за по-доброто храносмилане на лактозата, което за разлика от останалите млечни продукти го прави много по-подходящ за хора с лактозна нетолерантност.
Според руската народна медицина, кефирът:
- Регулира и подпомага имунната система на организма.
- Регулира кръвното налягане.
- Има положително въздействие върху сърцето и кръвта.
- Лекува кожни заболявания и акне.
- Регулира храносмилането.
- Добре повлиява колит.
- Балансира стомашната флора и стомашна киселина.

Освен полезни бактерии и дрожди, кефирът съдържа минерали и основни аминокиселини, които подпомагат тялото да се самолекува и самоподдържа.
Кефирът съдържа:
- Триптофан – незаменима аминокиселина, която изобилства в кефира и е добре известна с релаксиращия си ефект върху нервната система.
- Калций и магнезий – важни минерали за здрава нервната система.
- Фосфор – вторият по количество минерал в човешкото тяло, който подпомага усвояването на въглехидратите, мазнините, белтъчините.
- Кефирът е богат на витамин B12, B1, витамин K.
- Кефирът е отличен източник на биотин, витамин от групата на B витамините, който подпомага усвояването на други B витамини, като напр. Фолиева киселина, пантотенова киселина и вит. B12.
- Многобройните ползи от поддържане на адекватно ниво на B витамини са свързани с доброто функциониране на нервната система, бъбреците, черния дроб, доброто състояние на кожата, повишаване на енергията и дълголетие.

### Ползата от редовното консумиране на кефир
Кефирът е лесно смилаем, почиства червата, снабдява тялото с витамини, минерали и белтъчини.
Кефирът е балансирана и полезна храна, поддържаща здрава и добре функционираща имунна система.
Успокояващият ефект, който кефирът има върху нервната система, помага на страдащи от безсъние, депресия, хиперактивност и дефицит на концентрация (ADHD).
Редовната употреба на кефир облекчава стомашните смущения, намалява подуването, газовете, осигурява редовен стомах и здрава храносмилателна система. Хранителните качества на кефира го правят подходящ за хора от всички възрасти.

## Консумация на кефир
Почитателите на кефира предпочитат да пият чист кефир и обожават газирания му вкус. Други считат, че е кисел и добавят плодове, мед, кленов сироп или други подсладители. Банани, ягоди, боровинки и всякакви плодове могат да се смесват с кефира и да се приготви кефирен шейк. Може да се прибави ванилия, нектар от агаве и други аромати.
Консумира се и с мляко, сутрин поне половин час преди хранене или вечер 30 – 50 мин преди сън. Признак на пълното подквасване е появата на гъст слой отгоре, където се намира гъбата. Млякото се прецежда през едро пластмасово сито, а гъбата се изплаква под струя студена вода и после се залива с нова порция прясно мляко. Ако гъбата не се промива ежедневно и не ѝ се сменя млякото всеки ден, тя става кафява, спира да се размножава и умира.
След около 17 дни масата на гъбата се удвоява и част от нея може да се даде на друг човек. Редува се 20 дни употреба – 10 дни почивка, като по време на почивката гъбата трябва да се поддържа здрава по посочения начин.

### Реакция на организма
През първите две седмици на консумация на кефир, рязко се повишава активността на стомаха, поради което се повишава газоотделянето. Възможно е да се появи и разстройство, поради което се препоръчва квасеното мляко да се приема вечер, а не сутрин преди работа. У хората с болни бъбреци и черен дроб може да се появи едновременно напрежение в съответните области, но скоро то отшумява.

### Употреба на различни видове мляко
Кефирните зърна успешно ферментират мляко от различни видове бозайници. Обикновено се използва краве, козе или овче мляко, всяко от които има различни органолептични и хранителни качества.
Кефирните зърна могат да ферментират и мляко, което не е от бозайници. Например: соево, оризово, кокосово мляко, както и всякакви захарни разтвори, включително плодови сокове, кокосова вода, неферментирала бира, джинджифилова бира – ginger beer или ginger ale, представляваща сладка газирана напитка с джинджифил.
Необходимо е да се отбележи обаче, че кефирните зърна могат да спрат да се уголемяват и увеличават, ако средата не отговаря на факторите, необходими за растежа на бактериите (всички тези фактори са в наличност в млякото от бозайници). За такива алтернативни експерименти на ферментация е най-добре да се използват излишните кефирни зърна.
Обратно на широко разпространеното мнение, млечната захар не е от първостепенно значение за синтеза на полизахаридите, които изграждат кефирните зърна (т.н. кефиран). Научни изследвания доказват, че оризовият хидролизат е подходяща алтернативна среда (Maeda et al., 2004).